# 오오와다 신야
오오와다 신야(일본어: 大和田伸也, 1947년 10월 25일 ~ )는 일본의 배우이자 성우이다.

## 출연 작품

### 배우 활동

#### 드라마
- 대하드라마(NHK 종합 텔레비전)
  - 아오이 도쿠가와 삼대 (2000년) - 타치바나 무네시게 역

#### 영화
- 그래도 내가 하지 않았어 (2007년) - 히로야스 토시오 역
- 첫 키스만 50번째 (2018년) - 나토리 박사 역

### 성우 활동

#### TV 애니메이션
2003년
- 우주소년 아톰 2003(쉐도우, 텐마 박사)